# ملاکندی (پارس‌آباد)
ملاکندی روستایی است که در استان اردبیل، شهرستان پارس‌آباد، بخش مرکزی، دهستان ساوالان قرار دارد.

## جمعیت
بر اساس سرشماری سال ۱۳۸۵ جمعیت این روستا ۹۶۹ نفر با ۱۸۳ خانوار بوده‌است.